# Andikythira
Andikythira (griechisch Αντικύθηρα [andiˈkʲiθira], (n. pl.), auf Deutsch meist Antikythera) ist eine kleine griechische Insel zwischen Kythira und Kreta. Sie liegt Kythera gegenüber und erhielt wegen dieser Lage den Namen ἀντὶ Κύθηρα anti Kýthera „Kythera gegenüber“. Sie kam mit den übrigen Ionischen Inseln 1864 zu Griechenland und bildete bis 2010 eine selbständige Landgemeinde im attischen Präfekturbezirk Piräus. 2011 wurde sie mit der Nachbarinsel Kythira zur Gemeinde Kythira zusammengeschlossen. Die Gesamtfläche beträgt 20 Quadratkilometer.
Wesentlicher Wirtschaftsfaktor ist heute der Tourismus. Die meisten Besucher der Insel werden in Ferienhäusern und Privatunterkünften untergebracht. Neben den antiken Ruinen sind vor allem einige Kapellen, Windmühlen und eine Wassermühle in Potamos von touristischem Interesse. An der Südspitze der Insel befindet sich ein Leuchtturm von 1926. Am 17. August feiern die Bewohner das Fest ihres Patrons, des Heiligen Myron von Kyzikos. Zu diesem Fest kommen bis zu tausend Menschen auf die Insel.
Zu erreichen ist die Insel über regelmäßige Fährverbindungen von Piräus und Kissamos aus.

## Geographie
Die Insel bildet einen oberirdischen Teil des Nichtvulkanischen Kretischen Bogens, dem Forearc-Teils der Grenze zwischen Ägäischer und Afrikanischer Platte. Die Gebirgskette mit etwa 10,5 km Länge verläuft von Nordwesten nach Südosten. Der höchste Punkt der Insel liegt bei 378 m. Die Westflanke fällt deutlich flacher ab als die Seite gen Osten. In den Tälern verlaufen in Teilen des Jahres kleinere Bäche. Das Grundgestein besteht im Wesentlichen aus Trias- und Kreidekalkstein.

### Klima

#### Climate Observation Center (PANGEA)
2017 startete das National Observatory of Athens mit Hilfe der Europäischen Förderbank den Bau und Betrieb einer der größten Klimastationen Europas. Die überdurchschnittlich trockene Umgebung und der geringe Einfluss durch den Menschen ermöglicht es, im Wesentlichen durch Untersuchung der Aerosole, Langzeituntersuchungen bezüglich des Klimawandels zu unternehmen. Momentan umfasst das Projekt in etwa 30 Personen, die einmal im Monat die Insel besuchen, um die Messstationen zu warten und zu erweitern.

### Fauna
Aufgrund seiner geografischen Lage bildet Andikythira einen äußerst wichtigen Zwischenstopp für eine Vielzahl an europäischen Zugvögeln. Förderlich hierfür sind auch die Nord-Süd-Ausrichtung des Eilands sowie der geringe Umfang an menschlichem Einfluss.  Mit über 1300 Brutpaaren bildet die Insel zudem die weltweit mit Abstand größte Brutbasis für den Eleonorenfalken (Falco eleonorae). Während der Zugzeiten lassen sich auf der Insel 28 verschiedene Raubvögel gleichzeitig beobachten. Insgesamt wurden bisher 223 verschiedene Vogelarten registriert, von denen selbst aber nur elf auf der Insel brüten.
Die Insel bildet den östlichsten aller Brutplätze des Isabellsteinschmätzer (Oenanthe isabellina).
Die Hellenic Ornithological Society betreibt auf der Insel das einzige ständige Vogelobservatorium Griechenlands, das Andikythira Bird Observatory (A.B.O). Das Institut katalogisiert Vogelbestände und deren Bewegung und betreibt Projekte zur umfassenden Beringung der Tiere.
Die große Population der Kretischen Wildziege (Capra aegagrus cretica) stammt aus Umsiedlungsaktionen auf die umliegenden Inseln Kretas in der Nachkriegszeit. Damit sollte sowohl die Ausrottung durch übermäßige Bejagung, aber auch die genetische Verwässerung durch unkontrollierte Kreuzungen mit der Hausziege vermieden werden.
Die seltene Mittelmeer-Mönchsrobbe lebt an den Küsten der Insel und in den umliegenden Gewässern.
Seit April 2006 gehört die Insel und die nördlichen Gewässer darum dem Natura 2000-Programm der EU an.

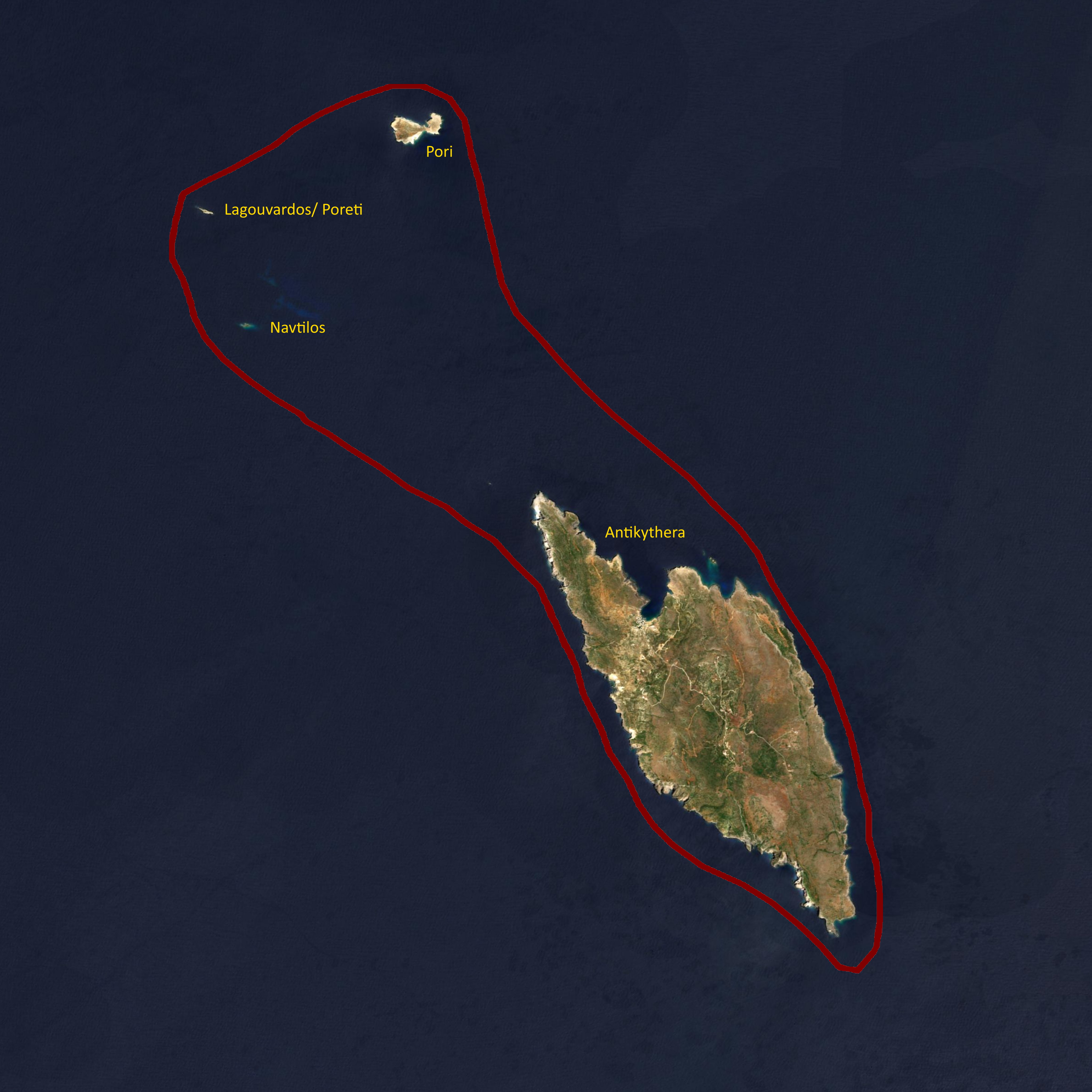
Das Schutzgebiet umgibt den gesamten Archipel und umfasst ca. 71,7 km²
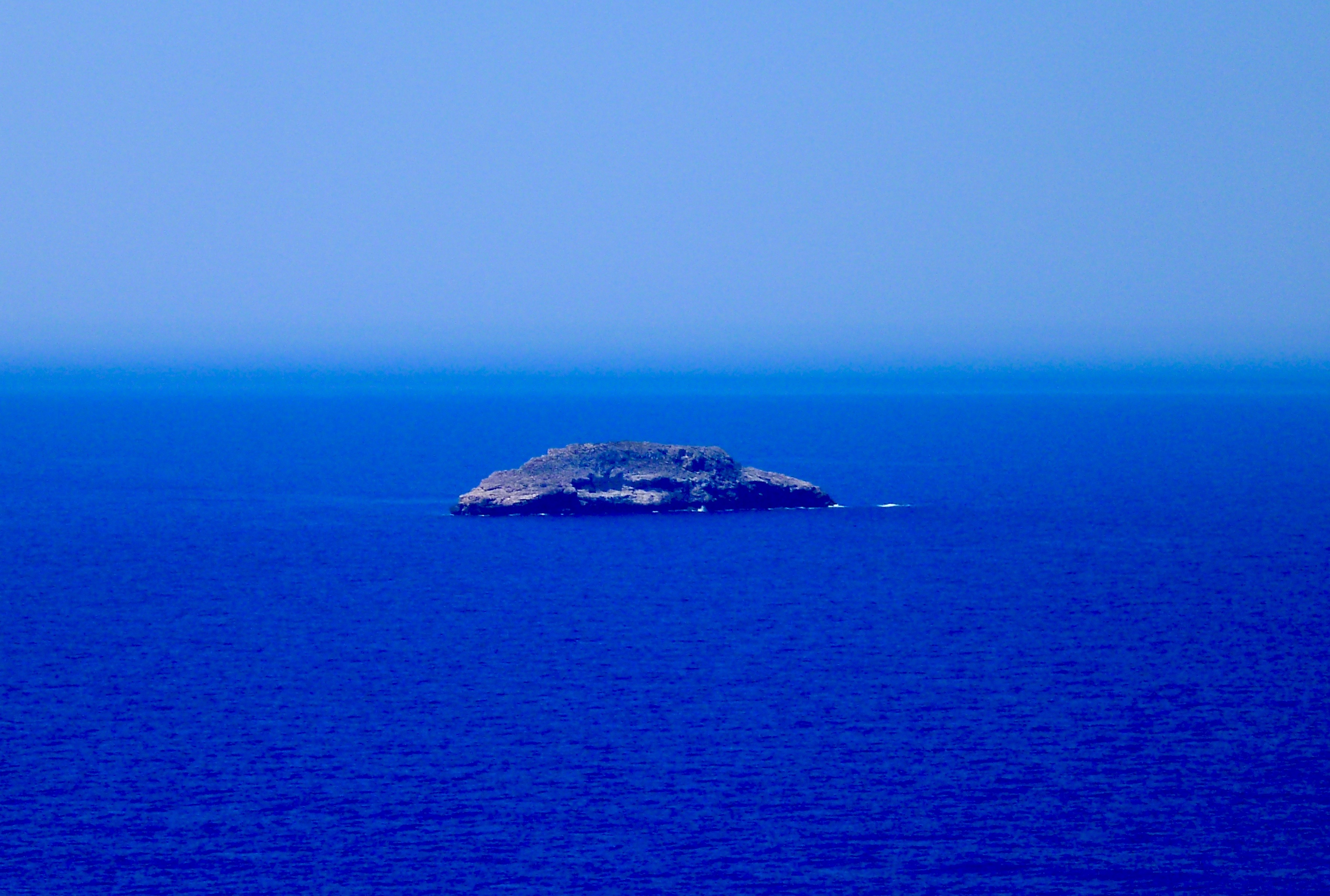
Die nördlich vorgelagerte Insel Lagouvardos, ebenfalls Teil des Natura-2000-Gebiets
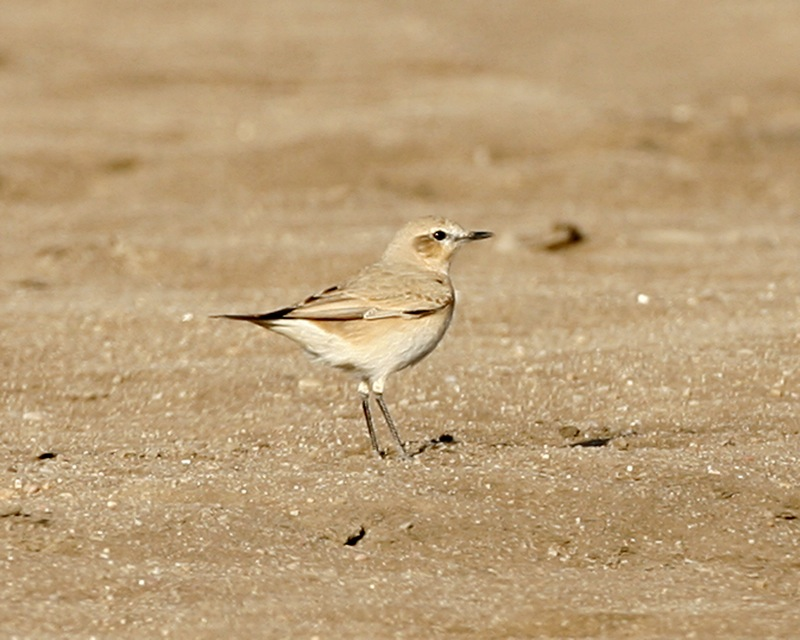
Isabellsteinschmätzer (Oenanthe isabellina)

## Geschichte

### Urgeschichte
Die früheste nachgewiesene Besiedlung der Insel fällt ins Endneolithikum. Seit der Frühbronzezeit (EB II) werden die Funde häufiger. Auch eine Besiedlung in frühminoischer Zeit ist belegt (FM III), mittelminoische Funde (MM III) sind jedoch deutlich häufiger. Funde aus der spätminoischen Zeit (LM) verweisen auf eine Verbindung nach Chania im westlichen Kreta. Die frühen Bewohner der Insel suchten sie vermutlich nur saisonal auf, um die hohe Anzahl an Zugvögeln zu bejagen.

### Antike

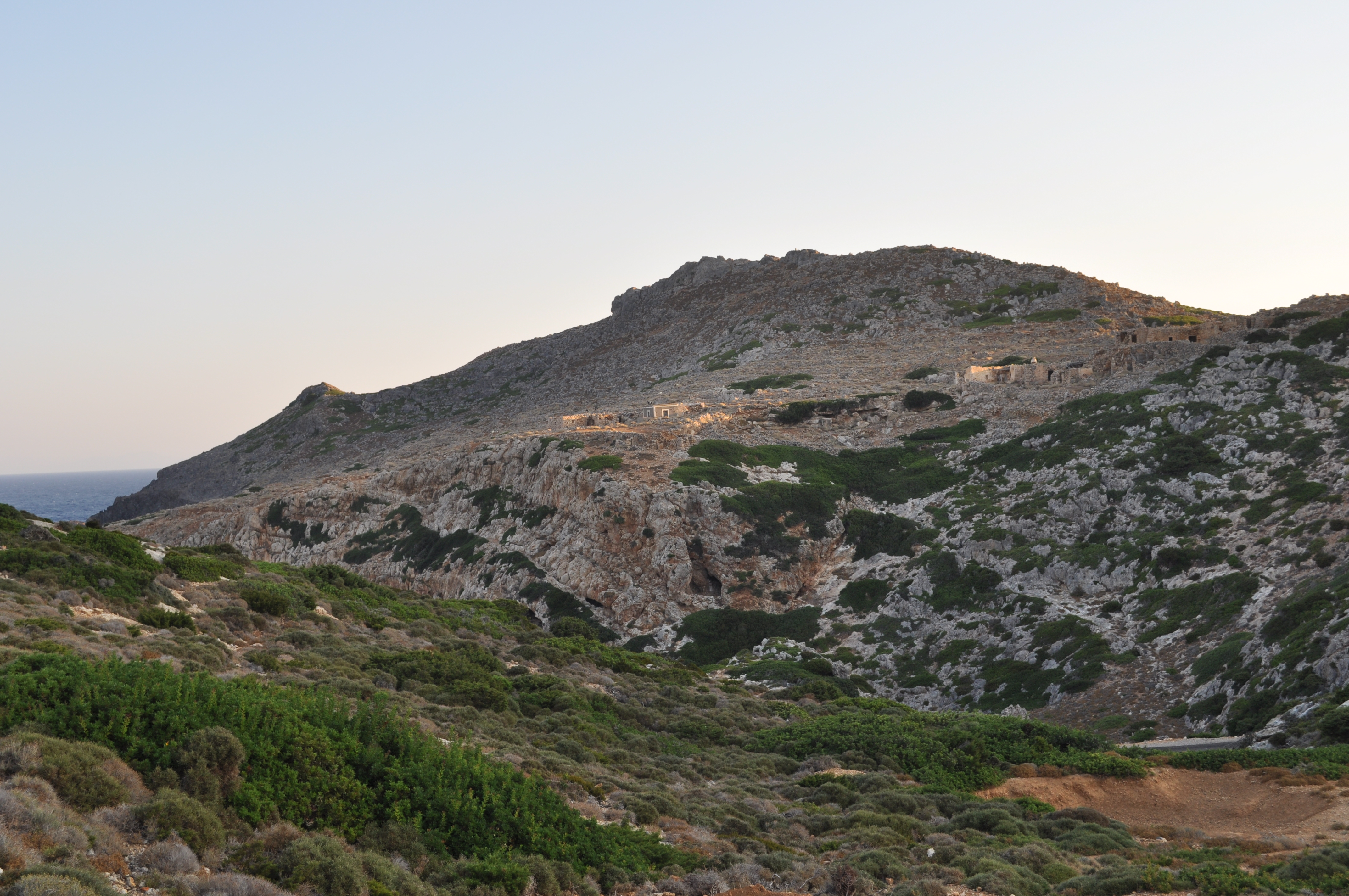
Überreste der Piratenfeste im Nordosten der Insel

In altgriechischen Quellen wird die Insel Aegila/Aigila (Αἴγιλα), Aegilia/Aigilia (Αἰγιλία) oder auch Ogylos (Ὤγυλος) genannt. Die ältesten Funde datieren aus der Zeit von 3500 v. Chr. Es wurde ein Apollon-Heiligtum im antiken Ort Aigila gefunden.
Vom vierten bis zum ersten Jahrhundert v. Chr. diente die Insel kilikischen Piraten als Basis. Der römische Feldherr Gnaeus Pompeius Magnus befreite die Insel im Zuge des Piratenkriegs ab 67 v. Chr. (lex Gabinia). Die Überreste einer Festung im Nordosten der Insel sind noch vorhanden und werden in den letzten Jahrzehnten intensiv erforscht.

### Mittelalter
Die im Mittelalter herrschende Republik Venedig befestigte die italienisch Cerigotto (Kytherächen, nach Cerigo = Kythira) benannte Insel im Jahre 1207, dennoch war der relativ abgelegene Ort weiter Ziel von Piratenangriffen. Aus dem 17. Jahrhundert sind die Namen Lii (griechisch Λιοί) und Sigilio (griechisch Σιγιλιό) belegt. Die heutigen Einwohner sind weitgehend Nachkommen von Siedlern, die 1792 aus Kreta auf die Insel kamen.

### 18./19. Jahrhundert
1797 fielen die Ionischen Inseln in französische Hand, Andikythira selbst jedoch verblieb in venezianischem Besitz.
1815 wurde die Insel in das britische Protektorat, die Vereinigten Staaten der Ionischen Inseln, integriert. Mit dem Abkommen von London 1864 wurde die Republik der Ionischen Inseln endgültig Teil Griechenlands.
Von 1864 bis 1912 bildete die Insel den südlichsten Punkt Griechenlands, da Kreta in dieser Zeitspanne unter osmanischer Kontrolle stand.

### 20. Jahrhundert
Größere Bekanntheit erlangte die Insel im Jahr 1900 durch ein antikes Schiffswrack, das vor der Küste gefunden wurde. Unter den geborgenen Artefakten befanden sich ein Aufsehen erregendes Zahnradgetriebe, der vermutlich aus dem 1. Jahrhundert v. Chr. stammende so genannte Mechanismus von Antikythera, der die Bewegung der bekannten Himmelskörper auf Grundlage des gesamten damaligen astronomischen Wissens abbildet, und der Jüngling von Antikythera, eine lebensgroße Bronzefigur.

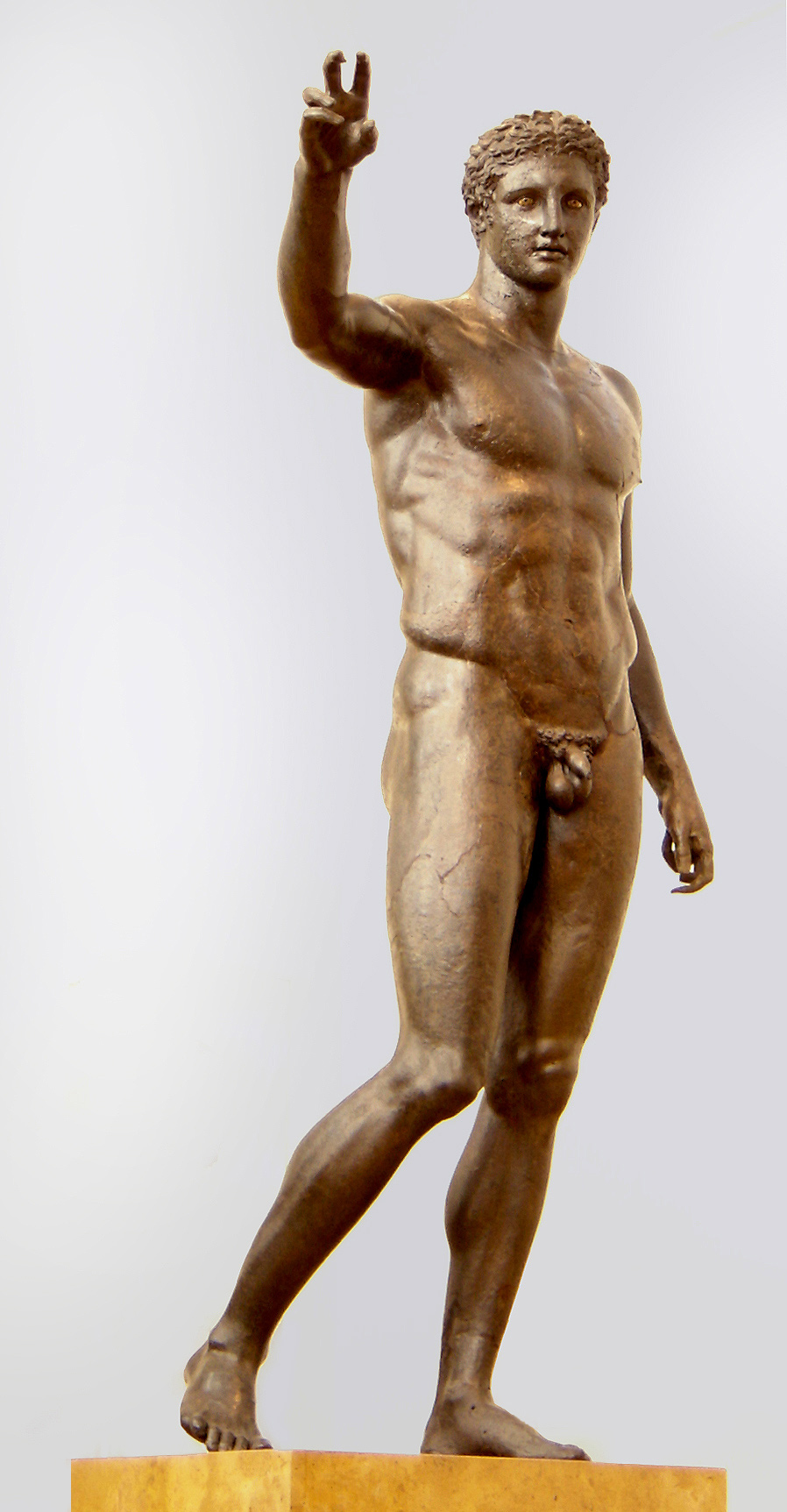
Jüngling von Antikythera
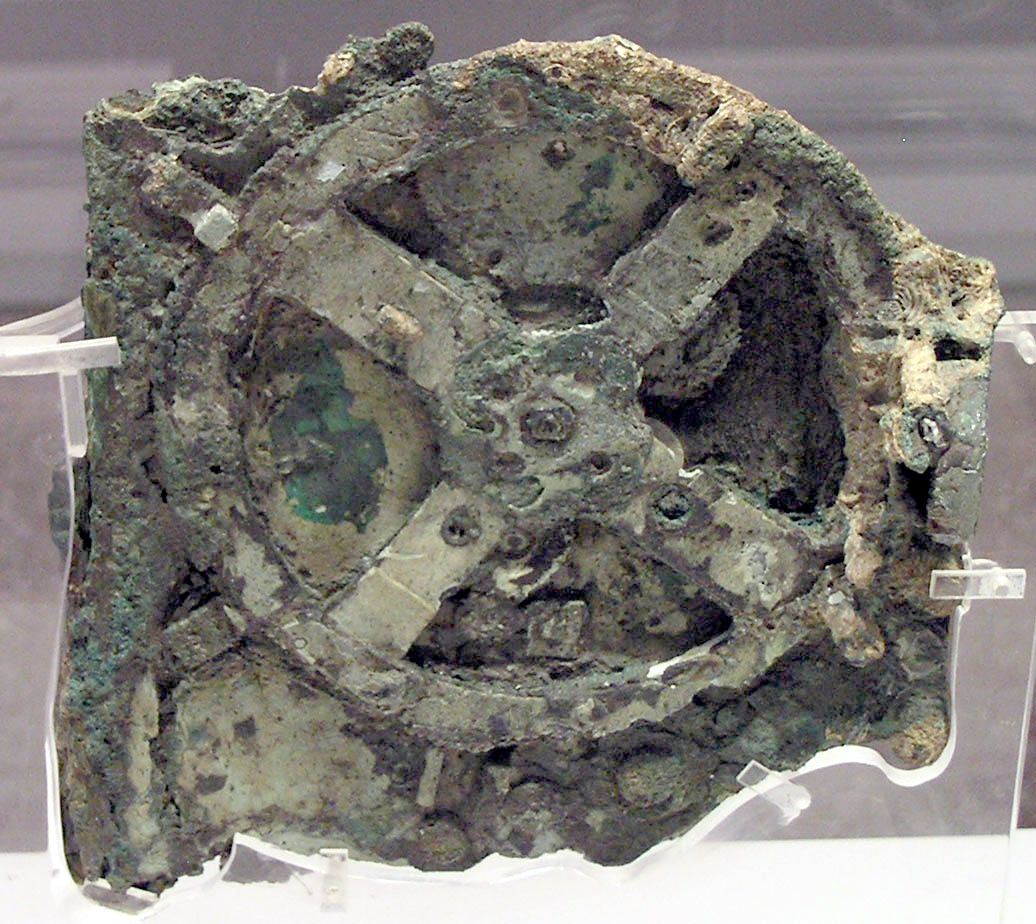
Das größte Fragment des Mechanismus von Antikythera
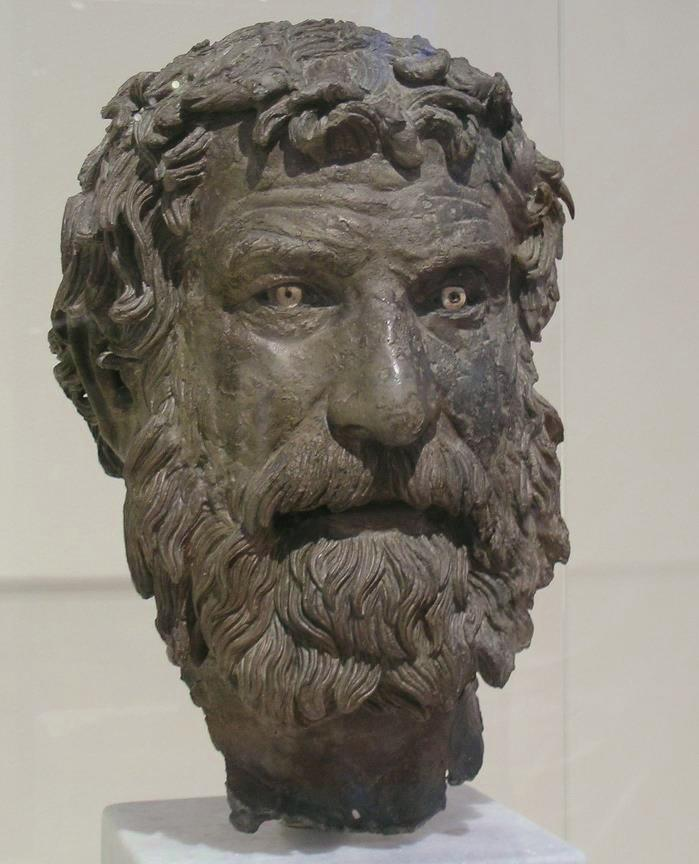
Bronzekopf eines Philosophen

Die Insel wird im Rahmen des gemeinsamen Antikythera-Projektes der Trent University (Kanada), des University College London und des Archäologischen Dienstes des griechischen Kulturministeriums systematisch und flächendeckend begangen. Unterwasserarchäologen untersuchen auch immer wieder den Meeresboden um das Schiffswrack. 2017 wurden weitere Artefakte gefunden. Im Jahr 2024 wurde der Fund eines zweiten Schiffswracks in ca. 200 Metern Entfernung zum ersten bekannt; auch dieses Schiff hatte Keramik und andere Luxusgüter geladen, darunter Amphoren von den Inseln Chios und Rhodos. Dieses Schiff war etwa zur gleichen Zeit gesunken wie das zuerst gefundene, möglicherweise waren beide Schiffe sogar gemeinsam unterwegs.
Im Zuge des Zweiten Weltkriegs fiel die Insel zunächst unter italienische Kontrolle, mit der italienischen Kapitulation 1943 übernahm Deutschland die Kontrolle über die Insel. 1944 wurde auf Befehl der Wehrmacht die gesamte Insel evakuiert und die Bevölkerung nach Kreta deportiert, vermutlich weil eine Verteidigung des Eilands gegen die britische Flotte und den griechischen Widerstand aussichtslos schien.
Im Laufe der Jahrhunderte stellte die Insel immer wieder Zufluchtsort für Binnenflüchtlinge dar, so zum Beispiel im Zuge des Freiheitskämpfe auf Kreta 1824, als die Anzahl der Bewohner auf über 1000 stieg. Ab 1864 verursachten die anti-osmanischen Aufstände auf Kreta erneut eine Flüchtlingswelle. Während des griechischen Bürgerkriegs 1946–49 wurden politische Flüchtlinge auf die Insel deportiert. Vermutlich waren es die schwierigen Lebensbedingungen und die schlechte Infrastruktur, welche die Menschen jedes Mal dazu bewegte, die Insel wieder zu verlassen. Sie emigrierten zurück auf das griechische Festland, aber auch nach Nordamerika und Australien.

## Bevölkerungsentwicklung
Andikythira scheint bis weit ins 18. Jahrhundert unbewohnt und unkultiviert gewesen zu sein. Gesuche an den britischen Gouverneur legen nahe, dass die Insel irgendwann zwischen 1775 und 1780 wieder besiedelt wurde. Für 1814 werden 191 Einwohner angegeben und 372 Einwohner für 1845.
| Ort          | griechischer Name     | Code       | 1920 | 1928 | 1940 | 1951 | 1961 | 1971 | 1981 | 1991 | 2001 | 2011 |
| ------------ | --------------------- | ---------- | ---- | ---- | ---- | ---- | ---- | ---- | ---- | ---- | ---- | ---- |
| Potamos      | Ποταμός (m. sg.)      | 5205020101 |      | 057  | 116  | 115  | 100  | 039  | 032  | 022  | 018  | 034  |
| Galaniana    | Γαλανιανά (n. pl.)    | 5205020102 |      | 058  | 130  | 095  | 078  | 022  | 072  | 034  | 017  | 015  |
| Charchaliana | Χαρχαλιανά (n. pl.)   | 5205020103 |      | 032  |      |      |      | 021  | 011  | 014  | 009  | 019  |
| Katsaneviana | Κατσανεβιανά (n. pl.) |            |      | 034  |      |      |      | 029  |      |      |      |      |
| Batoudiana   | Μπατουδιανά (n. pl.)  |            |      | 036  |      |      |      | 030  |      |      |      |      |
| Andikythira  | Andikythira           | 520502     | 334  | 322* | 246  | 210  | 178  | 141  | 115  | 070  | 044  | 068  |

* 1928 insgesamt 12 Siedlungsplätze, davon weitere 7 mit 105 Einwohnern
2019 startete der Bürgermeister der Gemeinde ein Programm, mit dem die schwindende Bevölkerung der letzten Jahrzehnte bekämpft werden sollen. Griechische Bürger, welche sich für einen Zuzug auf die Insel entscheiden, sollen demnach an jeden neuen Haushalt monatlich 500 Euro ausgeschüttet bekommen. Die Subvention soll eine Laufzeit von drei Jahren haben. Bis dato scheint ein Erfolg der Kampagne jedoch auszubleiben.

## Persönlichkeiten
- Andreas Anagnostakis (1826–1897), Augenarzt und Rektor der Universität Athen[30][31]